# Klute – en smart snut
Klute – en smart snut (engelsk originaltitel: Klute) är en amerikansk kriminal-thriller från 1971 regisserad av Alan J. Pakula. Filmen hade premiär i Sverige 15 november 1971.
Jane Fonda tilldelades en Oscar för bästa kvinnliga huvudroll under 1972 års Oscarsgala för sin roll som Bree Daniels.

## Handling
En respektabel familjefar försvinner plötsligt och John Klute, en privatdetektiv, tar sig an fallet efter det att polisen själva inställt undersökningarna. Via en callgirl, Bree Daniels, leder så småningom spåret Klute till hans egen uppdragsgivare.

## Rollista (i urval)
| Donald Sutherland | – John Klute            |
| Jane Fonda        | – Bree Daniels          |
| Charles Cioffi    | – Peter Cable           |
| Roy Scheider      | – Frank Ligourin        |
| Dorothy Tristan   | – Arlyn Page            |
| Rita Gam          | – Trina                 |
| Jean Stapleton    | – Goldfarbs sekreterare |